# Fairey Jet Gyrodyne
Die Fairey Jet Gyrodyne war ein experimenteller Kombinationsflugschrauber des britischen Herstellers Fairey Aviation Company aus den 1950er Jahren. Der Antrieb bestand aus einem Sternmotor, der über die beiden Propeller für den Vortrieb sorgte und einem heißen Blattspitzenantrieb des Rotors, durch den senkrechte Starts und Landungen ermöglicht wurden.
Der Jet Gyrodyne war Teil eines Forschungsauftrag des Ministry of Supply (MoS), um Daten für die konstruktive Auslegung der sich damals in Planung befindenden Fairey Rotodyne zu gewinnen. Gyrodyne setzt sich zusammen aus gyratory (sich drehend) und aerodyne einer Bezeichnung für Luftfahrzeuge schwerer als Luft, im Gegensatz zu aerostats.

## Konstruktion und Entwicklung
Der Jet Gyrodyne war eine Modifikation des zweiten Prototyps des Fairey Gyrodyne Flugzeuge, registriert als G-AJJP. Der Jet Gyrodyne wurde speziell gebaut, um den Blattspitzenantrieb und operativen Verfahren für die spätere Rotodyne zu entwickeln. 
Der Jet Gyrodyne verwendet den Rumpf, das Fahrwerk und den Motor des FB-1 Gyrodyne. Der Neun-Zylinder-Sternmotor Alvis Leonides wurde in die Mitte des Rumpfes gelegt und trieb je einen Druckpropeller an der Spitze jedes Stummelflügels und zwei Rolls-Royce Merlin Motorlader an. Das ursprüngliche Dreiblatt-Neigungsnabenrotorsystem wurde durch einen Zweiblatt-Rotor mit einer über eine Taumelscheibe betätigten zyklischen und kollektiven Blattverstellung ersetzt. Ein Leitwerk sorgte für die notwendige Stabilisierung über die Nick- und Gierachsen.
Für Start, Landung und Langsamflug versorgten die Lader den Rotor mit Druckluft, die in den Rotorspitzen verbrannt wurde. Dieser drehmomentlose Rotorantrieb braucht kein kompensierendes Ausgleichsmoment. Wenn die Fluggeschwindigkeit hoch genug war, wurde der Rotorantrieb abgeschaltet, sodass der Rotor in Autorotation weiterhin Auftrieb produzierte, während die Propeller den erforderlichen Schub produzierten. Für Langsam-Flug und Landung wurde das Rotorantriebssystem neu gestartet, um die Schwebefähigkeit bereitzustellen.

## Geschichte
Nach Fesselflügen in White Waltham erfolgte der erste freie Flug im Januar 1954, aber ein vollständiger Übergang von Hubschrauber zum Tragschrauber Flug wurde erst im März 1955 vom Piloten John N. Dennis erreicht.
Die Systemprüfungen wurden fortgesetzt und bis September 1956 wurden 190 Transitions und 140 Autorotationslandungen abgeschlossen. Die Erprobung von Bordrotorantrieb Neustartverfahren führte zu mehreren Antriebslosen-Autorotationslandungen, bis die Methode perfektioniert war. Der Jet Gyrodyne wurde untermotorisiert und hatte nur Kraftstoff für 15 Minuten Flug; gelegentlich wurden Zusatztanks mitgeführt, um Ausdauer zu erhöhen.
Die Jet Gyrodyne wurde außer Dienst gestellt, sobald Bodentests des Rotodyne Rotorantriebssystems begonnen hatten.

## Erhaltenes Exemplar

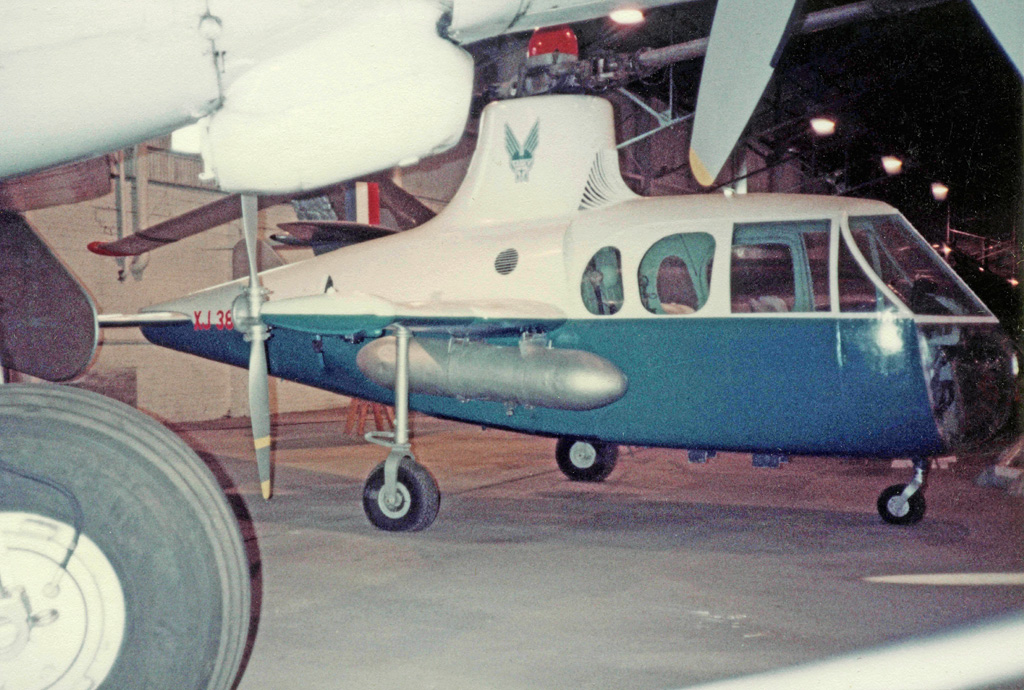
Fairey Jet Gyrodyne im Royal Air Force Museum auf der RAF Cosford

Obwohl die Verschrottung im Jahre 1961 geplant war, blieb die Jet Gyrodyne (Seriennummer XD759 später XJ389) erhalten und ist heute im Museum of Berkshire Aviation als Leihgabe aus dem Royal Air Force Museum ausgestellt.

## Technische Daten
| Kenngröße             | Daten                                                                                       |
| --------------------- | ------------------------------------------------------------------------------------------- |
| Länge                 | 7,6 m                                                                                       |
| Rotordurchmesser      | 15,8 m                                                                                      |
| Höhe                  | 3,10 m                                                                                      |
| Leermasse             | 1600 kg                                                                                     |
| Startmasse            | 2200 kg                                                                                     |
| Antrieb               | 1 × 9-Zylinder-Sternmotor Alvis Leonides mit zwei Dreiblatt-Druckpropellern und zwei Ladern |
| Höchstgeschwindigkeit | 224 km/h                                                                                    |